# Marcin Dobroszowski
Marcin Łysik Dobroszowski herbu Półkozic (zm. 4 grudnia 1613) – burgrabia krakowski w latach 1585–1613, żupnik i olbornik olkuski od 1596 roku.